# Kanton Givry-en-Argonne
Givry-en-Argonne is een voormalig kanton van het Franse departement Marne. Het kanton maakte deel uit van het arrondissement Sainte-Menehould.
Het werd opgeheven bij decreet van 21 februari 2014 met uitwerking in maart 2015.

## Gemeenten
Het kanton Givry-en-Argonne omvatte de volgende gemeenten:
- Auve
- Belval-en-Argonne
- Les Charmontois
- Le Châtelier
- Le Chemin
- Contault
- Dampierre-le-Château
- Dommartin-Varimont
- Éclaires
- Épense
- Givry-en-Argonne (hoofdplaats)
- Herpont
- La Neuville-aux-Bois
- Noirlieu
- Rapsécourt
- Remicourt
- Saint-Mard-sur-Auve
- Saint-Mard-sur-le-Mont
- Saint-Remy-sur-Bussy
- Sivry-Ante
- Somme-Yèvre
- Tilloy-et-Bellay
- Le Vieil-Dampierre